# ویلم زاوادا
ویلم زاوادا (انگلیسی: Vilém Závada; ۲ مهٔ ۱۹۰۵ – ۳۰ سپتامبر ۱۹۸۲) شاعر، مترجم و روزنامه‌نگار اهل کشور چکسلواکی بود. زاوادا در خانواده یک کارگر آهنگری به دنیا آمد، پدرش در طول جنگ جهانی اول درگذشت، رویدادی که تأثیر زیادی بر کارهای آینده او گذاشت. مادرش او و دو برادرش را در شرایط فقیرانه بزرگ کرد. زاوادا از دکترای خود در فلسفه در دانشگاه کارل فارغ‌التحصیل شد و فعالیت ادبی خود را آغاز کرد.
در سال ۱۹۲۷، زاوادا معروف‌ترین اثر خود را نوشت، «پانیچیدا»، اثری که برای همدلی با کشته شدگان جنگ جهانی اول و همچنین تأملی مالیخولیایی در مورد خود زندگی بود.
زاوادا در دهه ۳۰ بیشتر به عنوان سردبیر مجله کار می‌کرد. پس از حمله آلمان نازی به چکسلواکی، او منزوی‌تر شد و «Hradní věž» را نوشت که در مورد کنار آمدن او با سرنوشت کشورش بود. پس از تسلیم آلمان، او به حزب کمونیست چکسلواکی پیوست، اما در سیاست حزب دخالتی نداشت. در سال ۱۹۴۸ به ریاست کتابخانه ملی چکسلواکی منصوب شد و در سال ۱۹۴۹ از سمتش استعفا داد. در سال ۱۹۵۸ مجدداً به‌طور موقت به عنوان رئیس کتابخانه منصوب شد. در سال ۱۹۶۶ مقام هنرمند ملی به او اعطا شد.